# Dango, Burkina Faso
Dango är en ort i Burkina Faso.   Den ligger i regionen Centre-Est, i den centrala delen av landet, 120 km sydost om huvudstaden Ouagadougou. Dango ligger 266 meter över havet och antalet invånare är 2 093.
Terrängen runt Dango är platt, och sluttar västerut. Närmaste större samhälle är Ouarégou, 14,8 km norr om Dango.
Omgivningarna runt Dango är en mosaik av jordbruksmark och naturlig växtlighet. Runt Dango är det ganska tätbefolkat, med 90 invånare per kvadratkilometer.